# Distrito de Nsanje
El distrito de Nsanje es uno de los veintisiete distritos de Malaui y uno de los doce de la Región del Sur. Cubre un área de 1.942 km² y alberga una población de 299 168 personas. La capital es Nsanje.
- Datos: Q198587